# كأس إيطاليا 1937–38
كأس إيطاليا 1937–38 (بالإيطالية: Coppa Italia 1937-1938)‏ هو الموسم 5 من كأس إيطاليا. أقيم خلال الفترة 5 سبتمبر 1937 وحتى 8 مايو 1938، وأشرف على تنظيمه Lega Nazionale Professionisti ‏، وكان عدد الأندية المشاركة فيه 113، وفاز فيه يوفنتوس.